# Стационе ди Басано ин Теверина (Витербо)
Стационе ди Басано ин Теверина је насеље у Италији у округу Витербо, региону Лацио.
Према процени из 2011. у насељу је живело 5 становника. Насеље се налази на надморској висини од 70 м.